# Manfred Bode (Politiker)
Manfred Bode (* 31. Oktober 1938 in Berlin; † 14. November 2013 ebenda) war ein deutscher Politiker (CDU).
Bode legte 1957 das Abitur ab und studierte anschließend Wirtschaftswissenschaften. Er wurde kaufmännischer Angestellter bei der Deutschen Krankenversicherungs-AG.
1962 trat Bode der CDU bei. Bei der Berliner Wahl 1967 wurde er in die Bezirksverordnetenversammlung im Bezirk Neukölln gewählt. Bei der Berliner Wahl 1975 wurde er in das Abgeordnetenhaus von Berlin gewählt. Über 20 Jahre war er dort im Petitionsausschuss tätig. 1995 schied er aus dem Parlament aus.